# Хипертимија
Хипертимија је повишена емоционалност. Са еуфоријом се среће у манији, а као повећано осећање туге, безнадежност и осећање моралног бола у меланхолији.